# ロシア反ドーピング機関
ロシア反ドーピング機関（ロシアはんドーピングきかん、英語: Russian Anti-Doping Agency (RUSADA)、ロシア語: Независимая Национальная антидопинговая организация «РУСАДА» )は、世界反ドーピング機関 (WADA) 憲章と、ユネスコによって2005年10月19日に採択され、ロシアが2006年12月26日に批准した国際反ドーピング条約に従い、ロシアスポーツ省の主導で2008年に創設された国立の反ドーピング機関である。ロシアアンチドーピング機構とも表記される。

## 活動
2008年5月1日、ロシア反ドーピング機関 (RUSADA) はドーピング検体の収集と輸送を開始。2008年北京オリンピック前の課題は成功裏に解決された。3000以上の検体を収集し、各国代表チームに教育的・方法論的資料を配布。セミナーを行いチームドクターの審査も行った。北京オリンピックにおいて、ロシア代表選手団のドーピング検体から陽性反応は検出されなかった。
2009年、RUSADAが作成したロシアの反ドーピング法が世界反ドーピング機関の憲章に一致する、と世界反ドーピング機関から公式に承認される。同年、RUSADAは反ドーピング機関協会に加入した。
2012年のRUSADAの主要なイベントはロンドンオリンピックで、大会準備期間に反ドーピングイベントを行った。その他の重要なイベントは2014年のソチオリンピックに向けた準備と2013年ユニバーシアードカザン大会の準備だった。また、2013年にモスクワで開催された世界陸上競技選手権大会の準備と7人制ラグビーのヨーロッパ選手権の準備だった。
2012年、RUSADAはISO 9001:2008を取得。
2015年11月9日、RUSADAの活動は世界的な不祥事を巻き起こした。　翌11月10日、ロシア陸上競技連盟のドーピングに関する独立委員会の報告に基づき、WADAはRUSADAのモスクワ研究所の資格を停止した。11月18日にはRUSADAは世界アンチ・ドーピング機関から反ドーピング規定を守っていないと「非遵守」を宣言された。その結果、しばらくの間ロシアは陸上競技に限らず国際大会の招致・開催が難しくなった。